# Saždevo
Saždevo (makedonska: Саждево) är en ort i Nordmakedonien. Den ligger i kommunen Kruševo, i den centrala delen av landet, 60 kilometer söder om huvudstaden Skopje. Saždevo ligger 661 meter över havet och antalet invånare är 278.